# Folschette
Folschette är en ort i Luxemburg.   Den ligger i distriktet Diekirch, i den västra delen av landet, 29 kilometer nordväst om huvudstaden Luxemburg. Folschette ligger 414 meter över havet och antalet invånare är 289.
Terrängen runt Folschette är huvudsakligen platt, men norrut är den kuperad.  Närmaste större samhälle är Ettelbruck, 16,8 kilometer öster om Folschette. 
Omgivningarna runt Folschette är en mosaik av jordbruksmark och naturlig växtlighet. Runt Folschette är det ganska tätbefolkat, med 60 invånare per kvadratkilometer.